# Альягіш
Альягі́ш (рос. Альягиш, башк. Алъяғыш) — присілок у складі Аскінського району Башкортостану, Росія. Входить до складу Казанчинської сільської ради.
Населення — 94 особи (2010; 123 у 2002).
Національний склад:
- башкири — 79 %